# Archäologische Geschlechterforschung
Archäologische Geschlechterforschung, Geschlechterarchäologie oder Genderarchäologie untersucht das Verständnis von Geschlecht und Geschlechterrollen prähistorischer und antiker Kulturen. Neben Siedlungs- oder Umweltarchäologie ist es ein relativ junges Spezialgebiet der Archäologie.

## Geschichte
Die Anfänge der archäologischen Geschlechterforschung liegen in den USA, in Skandinavien und Großbritannien. Als wegbereitend gilt der 1984 veröffentlichte Aufsatz mit dem Titel Archaeology and the study of gender der amerikanischen Archäologinnen Margaret W. Conkey und Janet D. Spector.

## Forschungsgegenstand und Methoden
Gegenstände der Geschlechterarchäologie sind die unterschiedlichen Rollen, Verhaltensweisen, Aufgaben und Geschlechterbilder von Frauen, Männern und Kindern, getrennt in Mädchen und Jungen, in Gesellschaften der schriftlosen Vergangenheit. Zudem werden unterschiedliche Geschlechterkonzepte und -ideologien vorgeschichtlicher Gesellschaften erforscht. Die grundlegende theoretische Annahme dieser Forschungsrichtung besagt, dass Geschlechterrollen nicht biologisch bedingt und angeboren sind, sondern in weiten Teilen erlernt und Teil der sozialen Ordnung. Um derartige Rollenverteilungen in der Vorgeschichte untersuchen zu können, sei es notwendig, eigene androzentristische Denkmodelle als solche zu erkennen. Der Bereich gehört (einschließlich Semiotik, Systemtheorie etc.) zu den postprozessualen Ansätzen in der Ur- und Frühgeschichtsforschung.
Geschlechterarchäologen, in der überwiegenden Mehrheit Frauen, ziehen vor allem Gräberfelder heran, um Unterschiede zwischen Männern und Frauen in den vorzeitlichen Gesellschaften und deren Überlieferung in den materiellen Überresten zu erforschen. Diese Unterschiede können physisch überlebt haben, obwohl sie nicht immer offensichtlich und daher offen für eine Auslegung sind. Die Unterschiede zwischen den Geschlechtern werden auch in Abhängigkeit von der Zugehörigkeit zu gesellschaftlichen Gruppen wie Familien, Klassen, Altersgruppen und Religionen untersucht. Ein wichtiges Hilfsmittel der archäologischen Genderforschung sind anthropologische Geschlechtsbestimmungen an Skeletten und Leichenbränden.

## Ausstellungen
Geschlechterrollen in der Frühzeit wurden in verschiedenen archäologischen Ausstellungen thematisiert. Erstmals griff in Deutschland das Neanderthal Museum in Mettmann 1998 mit der Sonderausstellung „Frauen – Zeiten – Spuren“ das Leben der Frauen in der Steinzeit als Hauptthema auf. 2009 widmete sich die Ausstellung des Archäologischen Landesmuseums Baden-Württemberg in der Schau „Eiszeit. Kunst und Kultur“  Geschlechterrollen im Jungpaläolithikum. 2013 wurde in der Ausstellung „Ice Age Art“ des British Museum u. a. der Frage nachgegangen, ob eiszeitliche Figurenmalereien womöglich von Frauen angefertigt wurden. 2014–2015 widmete sich die Ausstellung „Ich Mann. Du Frau. Feste Rollen seit Urzeiten?“ im Archäologischen Museum Colombischlössle dem Thema, wie Frauen und Männer in der Vorgeschichte lebten und welche Aufgaben sie im Alltag übernahmen.